# Биччагдан
Биччагдан (рос. Быччагдан) — село Верхньовілюйського улусу, Республіки Саха Росії. Входить до складу Далирського наслегу.
Населення — 95 осіб (2010 рік).